# Lacs Perry
Ne doit pas être confondu avec Lac Perry.
Les lacs Perry sont les lacs situés dans le quartier de Floreat dans la banlieue de Perth en Australie-Occidentale. Le parc est adjacent au site de Perry Lakes Stadium, où se sont déroulées la majorité des épreuves des Jeux du Commonwealth de l'Empire britannique en 1962 et où a eu lieu le Jamboree Scout australien au cours de l'été de 1994 à 1995.